# Anopsicus ocote
Anopsicus ocote är en spindelart som beskrevs av Willis J. Gertsch 1982. Anopsicus ocote ingår i släktet Anopsicus och familjen dallerspindlar. Inga underarter finns listade i Catalogue of Life.